# Cube diabolique

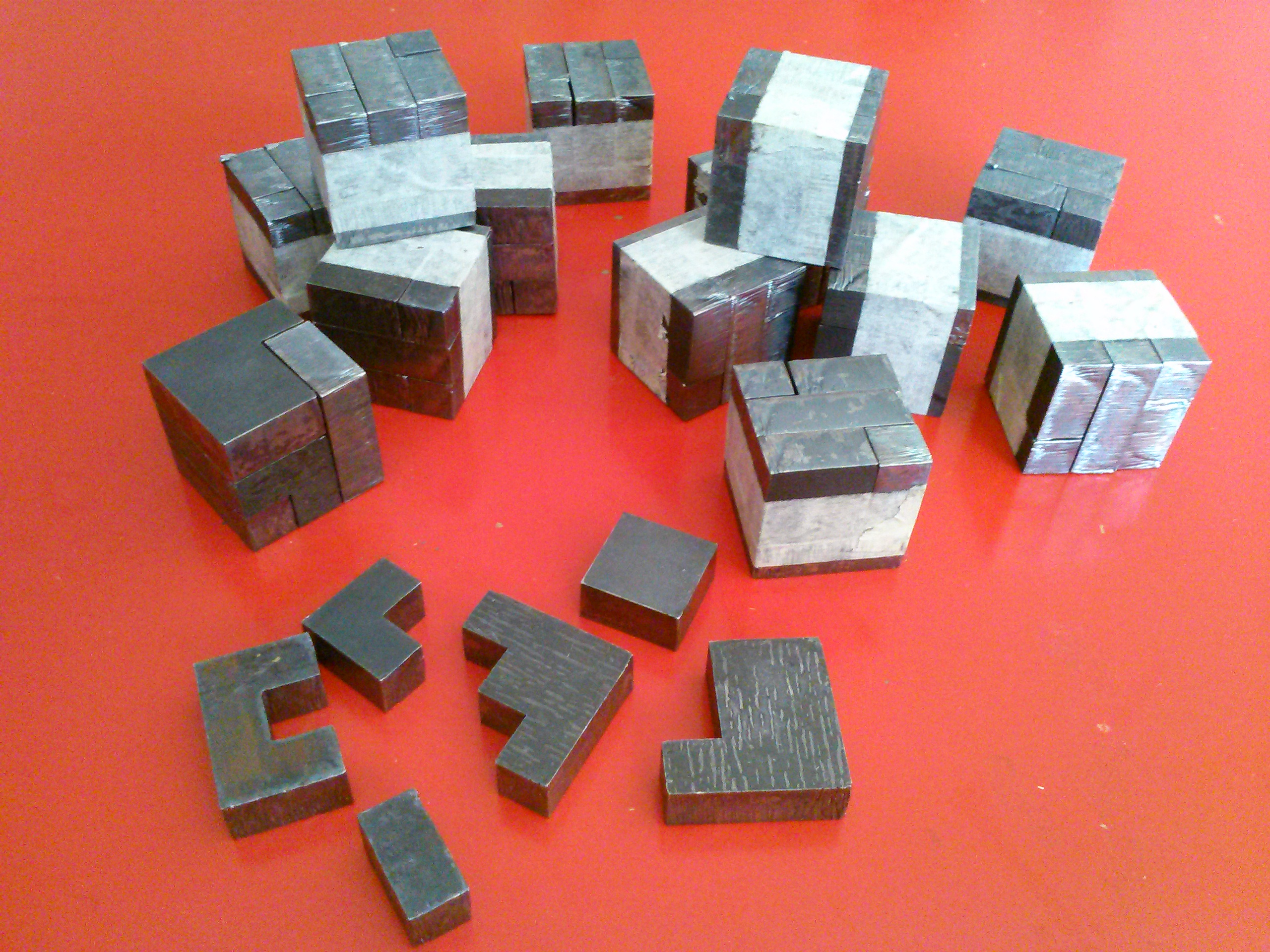
Au premier plan les six polycubes utilisés pour constituer le cube diabolique. En arrière plan des cubes diaboliques assemblés.

Le cube diabolique est un puzzle en trois dimensions composé de six polycubes (formes formées par le collage de cubes, ensemble, face à face) qui peuvent être assemblés pour former un seul cube de 3 × 3 × 3,.
Les six pièces sont un dicube, un tricube, un tetracube, un pentacube, un hexacube et un heptacube, c'est-à-dire des polycubes de 2, 3, 4, 5, 6 et 7 cubes.
Il existe de nombreuses variantes similaires de ce type de casse-tête, notamment le cube Soma et le puzzle de Slothouber–Graatsma, deux autres puzzles de cubes de 3 × 3 × 3 en polycubes qui utilisent sept et neuf pièces respectivement. Cependant, Coffin (1991) écrit que le cube diabolique semble être la plus vieille énigme de ce type, apparaissant d'abord en 1893 dans le livre Puzzles Old and New écrit par le Professeur Hoffmann (Angelo Lewis).
Comme toutes les pièces ne possèdent qu'une seule couche de cubes, leur forme ne change pas à cause d'une réflexion en miroir. Ainsi, une réflexion dans un miroir d'une solution produit la même solution ou une autre solution valide. Le casse-tête comporte 13 solutions différentes, si les paires de solutions miroirs ne sont pas considérées comme distinctes les unes des autres.